# Genes, Brain and Behavior
Genes, Brain and Behavior (română: Genele, Creierului si Comportamentului) este o revistă științifică cu comitet de referenți care publică articole originale în domeniul geneticii comportamentale, neuronale si psiquiátrica.
Conform Journal Citation Reports, revista avea un factor de impact de 4,061 în 2010. Fondator și editor este Wim E. Crusio (Centrul Național Francez de Cercetări Științifice și la Universitatea din Bordeaux 1, Franța). Editor actual este Andrew Holmes (NIAAA, Bethesda, MD, Statele Unite ale Americii).